# Spargania lichenea
Spargania lichenea là một loài bướm đêm trong họ Geometridae.